# 山武市立山武中学校
山武市立山武中学校（さんむしりつ さんぶちゅうがっこう）は、千葉県山武市埴谷にある市立中学校である。

## 概要
山武市睦岡地区に位置する公立学校である。学区は山武市立睦岡小学校と山武市立山武北小学校、山武市立日向小学校の一部である。山武町時代は町内の中学校の全ての学区を統合したが、1990年代までの町の人口増加によって再び学区を分離した。2019年(平成31年)4月に再び山武市立山武南中学校と統合した。なお、校舎・体育館などは従来のまま使用しているが、グラウンドは一部拡張し、屋外用テニスコート(ハードコート)を3面新設した。また、統合の際に学校指定の制服を一新し、男子・女子ともにブレザーとした。山武(さんむ)市立の中学校であるが、山武(さんぶ)町のときに開校したので、名称はさんむしりつさんぶである。

## 沿革
- 1967年（昭和42年）4月 - 山武町立日源中学校と山武町立睦岡中学校を統合し、山武町立山武中学校と改称。校舎・施設・生徒はそのままである。
- 1969年（昭和44年）3月 - 現所在地にて統合校舎完成。落成式。
- 1970年（昭和45年）5月 - 校舎・体育館落成式。校歌発表会。
- 1996年（平成8年）10月 - 新校舎起工式。
- 1997年（平成9年）10月 - 新校舎完成。
- 1998年（平成10年）4月 - 山武町立山武南中学校の新設により学区を分離。
- 2006年（平成18年）3月 - 市町村合併により山武市立山武中学校に改称。体育館建て替え。柔剣道場新設。
- 2019年（平成31年）4月 - 山武市立山武南中学校と再統合。名称は山武市立山武中学校（読み方は旧来と同じ）。校歌発表。

## 部活動

### 部活
運動部
- 陸上競技部
- サッカー部
- 野球部
- バレーボール部
- バスケットボール部
- 卓球部
- 剣道部
- 柔道部
- ソフトテニス部

文化部
- 吹奏楽部
- 美術部

### 活動実績
- バスケットボール部（女子）
  - 1989年（平成元年）8月 関東大会出場
  - 1989年（平成元年）8月 全国大会出場
- 吹奏楽部
  - 1993年（平成5年）8月 千葉県吹奏楽コンクール第3部A組（金賞）
  - 1995年（平成7年）8月 千葉県吹奏楽コンクール第3部（金賞・代表枠獲得）
  - 1995年（平成7年）9月 東関東吹奏楽コンクール出場（金賞・代表枠獲得）
  - 1995年（平成7年）10月 全日本吹奏楽コンクール出場（銅賞）
  - 1996年（平成8年）9月 東関東吹奏楽コンクール出場（金賞・代表枠獲得）
  - 1996年（平成8年）10月 全日本吹奏楽コンクール出場（金賞）
  - 1997年（平成9年）1月 全日本吹奏楽コンクール金賞に対し、県議会より表彰
  - 1997年（平成9年）9月 東関東吹奏楽コンクール出場（金賞）
- 陸上部
  - 1996年（平成8年）10月 全国陸上大会3000メートル出場
  - 2002年（平成14年）8月 1年男子1500メートル　関東大会3位
  - 2002年（平成14年）8月 2年男子3000メートル　全国大会出場

## 主な卒業生
- 伊澤直乙斗（柔道家）

## 交通
- JR総武本線日向駅より徒歩35分

## 周辺の施設
- 山武支所（さんぶの森交流センターあららぎ館内）
- さんぶの森図書館
- さんぶの森文化ホール
- さんぶの森中央会館
- さんぶの森公園
- さんぶの森交流センターあららぎ館
- さんぶの森中央体育館
- さんぶの森元気館
- さんぶの森ふれあい公園